# Salvo Di Grazia
Salvo Di Grazia (Catania, 1967) è un medico, divulgatore scientifico e saggista italiano.
Ginecologo, specializzato in fisiopatologia della riproduzione umana e colposcopia, affianca alla pratica medica l'attività di divulgazione e debunking rivolta in particolare alla critica della cosiddetta medicina alternativa, non basata su prove di efficacia.

## Attività di debunking medico
Nel 2009 ha creato il blog "MedBunker", nome che indica l'attività di debunker in campo medico, che in breve tempo è "diventato un punto di riferimento" in tale ambito. e nello stesso anno ha iniziato a pubblicare i primi video su youtube nel canale MedBunker.
Dal 2012 tiene un blog per Il Fatto Quotidiano online. Firma una rubrica, chiamata anch'essa "MedBunker", su Query, rivista ufficiale del CICAP del quale è socio emerito. Nel 2012 ha iniziato a scrivere anche per un blog sul sito della rivista Le Scienze. È altresì autore del sito della Fnomceo (Federazione nazionale ordini dei medici, chirurghi e odontoiatri) che si occupa delle false notizie in medicina .
Nel 2014 ha pubblicato per la casa editrice Chiarelettere il libro Salute e bugie seguito, nel 2017, da Medicine e Bugie sempre per la stessa casa editrice. Nel 2020 pubblica Quello che alle donne non dicono - La salute al femminile, per Editori Laterza.
È stato coordinatore del gruppo locale siciliano del CICAP

## Opere pubblicate
- Salvo Di Grazia, Quello che alle donne non dicono, la salute al femminile, 2020. Editori Laterza, ISBN 8858140664
- Salvo Di Grazia, Medicine e bugie, 2017, Chiarelettere, ISBN 8861909388
- Salvo Di Grazia, Salute e bugie, 2014, Chiarelettere, ISBN 8861903967